# Alex McQuilkin
Alex McQuilkin (* 1980 in Boston) ist eine US-amerikanische Künstlerin.

## Leben und Werk
Alex McQuilkin studierte nach ihrem Schulabschluss an einem Internat in Kalifornien von 1998 bis 2002 an der New York University, mit Abschluss als Bachelor of Fine Arts. Seit 2006 an der Steinhardt School der New York University, erhielt sie 2008 den Master of Fine Arts. McQuilkin lebt in Brooklyn, New York.
Das veröffentlichte Werk umfasst vorwiegend Videos, Installationen, Collagen und Abzüge von Video-Stills. Themen sind Identität und Selbstfindung, Sexualität und Geschlechterrollen, Hoffnung und Tod. In den von der Künstlerin inszenierten Videos ist sie die Hauptdarstellerin. Gleichzeitig legt sie Wert darauf, dass die Darstellung nicht autobiografisch ist. Dabei setzt sie ironisch, absurd und analytisch in Beziehung gebrachte Gegensätze medial reflektiert als distanzierende Mittel ein.
Die Künstlerin nimmt Elemente feministischer Kunst und der Kulturkritik und Popkultur der 1990er-Jahre auf, wobei sie mit Künstlerinnen wie Valie Export, Carolee Schneemann und Sue de Beer sowie Paul McCarthy verglichen wurde. Wie Cindy Sherman in ihren postmodernen Arbeiten, setzt sich Alex McQuilkin in ihren Videos und Fotos an die Stelle bestimmter sozialer Typen, weist einfache Erklärungen des Betrachters für diese Identifikation jedoch zurück. In Untitled (Will Fuck for Validation) (Ohne Titel (Fickt zur Überprüfung)), einem Foto-Selbstportrait, stellt McQuilkin eine Arbeit von Cindy Sherman nach, in der diese eine Abbildung eines typischen Filmstarlets nachstellt.

## Videos
- 1999: Indefinite Line
- 2000: Fucked
- 2002: Get Your Gun Up
- 2003: Teenage Daydream: It’s Only Rock and Roll
- 2003: Teenage Daydream: In Vain
- 2004: Test Run
- 2004: Seven Minutes in Heaven
- 2005: The Ranch
- 2006: Desperados
- 2006: Romeo and Juliet (I wanna be Claire Danes)
- 2007: Joan of Arc
- 2009: I Wish I Was a Beam of Light
- 2011: Unbreak My Heart

## Einzelausstellungen
- 2003 Double Life: Alex McQuilkin; Trine Boesen, 404 arte contemporanea, Naples, Italy (with Trine Boesen)
- 2004 Tragically Sweet, Galerie Adler, Frankfurt am Main, Germany
- 2005 Test Run, Marvelli Gallery, New York, USA (with Angela Strassheim)
- 2005 New Media Wall, Tufts University Art Gallery Aideman Arts Center, Medfort, MA, USA
- 2006 Live Through This, Marvelli Gallery, New York City, USA
- 2007 Joan of Arc, Marvelli Gallery, New York, USA
- 2008 Romeo and Juliet, subZONE Galerie Adler, Frankfurt am Main, Germany
- 2009 I Wish I Was a Beam of Light, Galerie Adler, Frankfurt am Main, Germany

## Ausstellungsbeteiligungen
- 2002: New York’s Modern Culture, Inc, The Armory Show – The International Fair of New Art, New York
- 2005: Videonale 10, Bonn
- 2005: Video/Ekonomie, Zentrum für Kunst und Medientechnologie, Karlsruhe
- 2005: Corpus 05 Brugge, Musea Brugge, Brügge
- 2005: Coolhunters, Youth Cultures Between the Media and the Market, Künstlerhaus Wien
- 2006: Youth of Today, Schirn Kunsthalle, Frankfurt
- 2010: Julia Stoschek Collection, Deichtorhallen, Hamburg